# Pedro Aguirre Cerda
Pedro Aguirre Cerda   (Pocuro, 6 de febrer de 1879 - Santiago de Xile, 25 de novembre de 1941) fou un polític, advocat i educador xilè, president de la República de Xile entre 1938 i 1941, any en què va morir.
Membre del Partit Radical, va tenir diversos càrrecs ministerials, incloent el Ministeri de l'Interior durant el primer govern d'Arturo Alessandri Palma. Sota el lema «Governar és educar», Aguirre Cerda va ser elegit com a President de Xile per al període comprès entre 1938 i 1944, en una de les eleccions més ajustades de la història republicana.
Dins de les principals obres del seu govern es troben l'impuls donat a l'educació, la reclamació del Territori Xilè Antàrtic i la fundació de la Corporació de Foment de la Producció (CORFO). El seu govern seria el primer dels tres Governs Radicals que hi hauria al país fins a 1952.
Popularment era conegut com a "Don Tinto", per la seva vinculació a la indústria vinícola, i com "El President dels pobres", una tuberculosi li va impedir acabar el seu mandat, morint a la meitat d'aquest. En el seu honor, es va fundar una base antàrtica i l'antic sector de Ochagavía (al sud de Santiago) va donar origen a un departament amb el seu nom que comprenia l'actual municipi de Pedro Aguirre Cerda.